# Ademir (1922–1996)
Ademir, właśc. Ademir Marques de Menedes, (ur. 8 listopada 1922 w Recife, zm. 11 maja 1996 w Rio de Janeiro) – brazylijski piłkarz, który występował na pozycji napastnika. W latach 1945–1953 reprezentant Brazylii.

## Kluby
CF Recife (1940–1943)
Vasco da Gama (1943–1946)
Fluminense FC (1947)
Vasco da Gama (1948–1956)
Z klubem Vasco da Gama wywalczył czterokrotnie tytuł mistrza kraju w latach 1945, 1949, 1950, 1952, natomiast z Fluminense FC w 1947.

## Reprezentacja
Debiut w reprezentacji: 21 stycznia 1941 z Kolumbią (3:0), ostatni mecz w reprezentacji: 15 marca 1953 z Meksykiem (1:0).
W reprezentacji Brazylii rozegrał łącznie 39 meczów, w których strzelił 32 bramki. Na Mistrzostwach Świata 1950 zdobył koronę króla strzelców oraz wicemistrzostwo świata z Brazylią. Ponadto w 1949 zdobył tytuł mistrza Ameryki Południowej.